# Malarinia calcopercula
Malarinia calcopercula é uma espécie de gastrópode da família Diplommatinidae.
É endémica de Madagáscar.
Os seus habitats naturais são: florestas secas tropicais ou subtropicais.